# Cyaniris candaules
Cyaniris candaules är en fjärilsart som beskrevs av De Nicéville 1895. Cyaniris candaules ingår i släktet Cyaniris och familjen juvelvingar. Inga underarter finns listade i Catalogue of Life.